# Deutsche Nordische Skimeisterschaften 1959

Logo des Deutschen Skiverbands

Die 42. Deutschen Nordischen Skimeisterschaften fanden vom 12. bis 15. Februar 1959 im nordfränkischen Warmensteinach südlich des Ochsenkopfes statt. Die Sprungläufe wurden auf der Gebrüder-Wehrmann-Schanze abgehalten, auf der Weiten bis zu 80 Meter möglich waren.

## Programm und Zeitplan
| Datum            | Uhrzeit | Ereignis               | Geschlecht |
| ---------------- | ------- | ---------------------- | ---------- |
| Do., 12. Februar | 09:00   | 30 km Langlauf         | Männer     |
| Do., 12. Februar | 14:30   | 10 km Langlauf         | Frauen     |
| Fr., 13, Februar | 09:00   | 3 × 5 km Staffellauf   | Frauen     |
| Fr., 13, Februar | 14:00   | Kombinationssprunglauf | Männer     |
| Sa., 14. Februar | 09:00   | 15 km Langlauf         | Männer     |
| Sa., 14. Februar | 09:00   | Kombinationslanglauf   | Männer     |
| Sa., 14. Februar | 14:00   | Qualifikationsspringen | Männer     |
| So., 15. Februar | 08:00   | 4 × 10 km Staffellauf  | Männer     |
| So., 15. Februar | 12:30   | Spezialsprunglauf      | Männer     |

## Skilanglauf

### Frauen

#### 10 km
| Platz | Name             | Ort            | Zeit (h) |
| ----- | ---------------- | -------------- | -------- |
| 01    | Rita Czech-Blasl | Freiburg       | 0:42:03  |
| 02    | Helga Hermle     | Gosheim        | 0:42:43  |
| 03    | Steffi Köhrer    | Degenfeld      | 0:43:33  |
| 04    | Herta Stadel     | Donaueschingen | 0:43:50  |
| 05    | Gertrud Maier    | St. Peter      | 0:45:46  |

Datum: Donnerstag, 12. Februar 1959
Zum vierten Mal hintereinander gewann Rita Czech-Blasl vom SC Freiburg den 10-km-Langlauf. Schnellste Juniorin als Fünfte in der Gesamtwertung war Gertrud Maier aus St. Peter.

#### Verbandsstaffel
| Platz | Verband       | Namen                                       | Zeit (h) |
| ----- | ------------- | ------------------------------------------- | -------- |
| 01    | Schwarzwald I | Steffi Köhrer Margot Scherer Helga Hermle   | 1:02:18  |
| 02    | Schwaben I    | Herta Stadel Gertrud Maier Rita Czech-Blasl | 1:02:46  |
| 03    | Schwaben II   |                                             | 1:07:37  |
| 04    | Bayern        |                                             | 1:09:34  |

Datum: Freitag, 13. Februar 1959
Die Frauenstaffel des Schwäbischen Skiverbandes gewann über 3 × 5 Kilometer mit 31 Sekunden Vorsprung auf den Skiverband Schwarzwald den Meistertitel. Helga Hermle lief mit 19:58 Minuten die Tagesbestzeit.

### Männer

#### 15 km
| Platz | Name         | Ort           | Zeit (h) |
| ----- | ------------ | ------------- | -------- |
| 01    | Toni Haug    | Unterjoch     | 0:55:59  |
| 02    | Rudolf Kopp  | Reit im Winkl | 0:56:26  |
| 03    | Rudolf Maier | St. Peter     | 0:56:37  |
| 04    | Georg Thoma  | Hinterzarten  | 0:57:07  |
| 05    | Sepp Achatz  | Zwiesel       | 0:57:15  |
| 06    | Edi Lengg    | Reit im Winkl | 0:57:19  |

Datum: Samstag, 14. Februar 1959
Der 15-km-Langlauf war mit 128 Teilnehmern am stärksten besetzt. Toni Haug konnte sich erstmals bei einem Einzelwettbewerb durchsetzen und den Vorjahressieger Rudolf Kopp auf Rang zwei verweisen.
Juniorenbester über 10 km wurde wie im Vorjahr Heinrich Schertel aus Warmensteinach in 40:29 Minuten.

#### 30 km
| Platz | Name            | Ort           | Zeit (h) |
| ----- | --------------- | ------------- | -------- |
| 01    | Xaver Kraus     | Reit im Winkl | 2:08:42  |
| 02    | Wilhelm Schmidt | Braunlage     | 2:08:51  |
|       | Sepp Achatz     | Zwiesel       | 2:08:51  |
| 04    | Toni Haug       | Unterjoch     | 2:10:03  |
| 05    | August Hitz     | Hinterzarten  | 2:10:25  |
| 06    | Siegfried Hug   | Hinterzarten  | 2:11:01  |

Datum: Donnerstag, 12. Februar 1959
Der 30-km-Skilanglauf sorgte zu Beginn der Meisterschaften für eine große Überraschung. Mit dem Sieg des 24 Jahre alten Xaver Kraus, der mit der hohen Startnummer 67 ins Rennen gegangen war, hatte niemand gerechnet. Die favorisierten Sepp Achatz und Wilhelm Schmidt belegten zeitgleich den zweiten Platz, während der Vorjahressieger Rudolf Kopp stürzte und schließlich weit abgeschlagen in 2:16:45 Stunden das Ziel erreichte.

#### 50 km
| Platz | Name              | Verein            | Zeit (h) |
| ----- | ----------------- | ----------------- | -------- |
| 01    | Siegfried Weiß    | SZ Brend          | 2:24:55  |
| 02    | Rudolf Kopp       | WSV Reit im Winkl | 2:26:32  |
| 03    | Rudolf Fuchs      | WSV Braunlage     | 2:32:06  |
| 04    | Josef Winkler     | Spaichingen       | 2:34:16  |
| 05    | Wilhelm Ehrenberg | SC Altenau        | 2:34:36  |

Datum: Sonntag, 22. Februar 1959
Nachdem der 50-km-Dauerlauf die vorherigen drei Jahre ausgefallen war, wurde im Februar 1961 wieder ein Meister in der längsten Disziplin ermittelt. Dabei konnte sich Siegfried Weiß den Titel in Altenau sichern. Für Kritik sorgten Fehler und Mängel an der Laufstrecke, die mit cira 45 Kilometern auch deutlich kürzer als vorgesehen ausfiel.

#### Verbandsstaffel
| Platz | Verband       | Name                                                | Zeit (h) |
| ----- | ------------- | --------------------------------------------------- | -------- |
| 01    | Schwarzwald I | Sepp Maier Helmut Eschle Rudolf Maier Siegfried Hug | 2:48:15  |
| 02    | Bayern I      | Toni Haugg Edi Lengg Sepp Achatz Rudolf Kopp        | 2:49:06  |
| 03    | Bayern II     |                                                     | 2:51:19  |

Datum: Sonntag, 15. Februar 1959
Der 4-mal-10-Kilometer-Staffellauf war bereits früh entschieden, da sich der zweite bayerische Läufer Edi Lengg verlief und somit Zeiteinbußen hinnehmen musste. Der Skiverband Schwarzwald nutzte die Chance und wurde erneut Teammeister.

## Nordische Kombination

### Einzel
| Platz | Name            | Ort            | Gesamtpunkte |
| ----- | --------------- | -------------- | ------------ |
| 01    | Georg Thoma     | Hinterzarten   | 460,5        |
| 02    | Edi Lengg       | Reit im Winkl  | 451,3        |
| 03    | Josef Schiffner | Frankfurt/Main | 449,3        |
| 04    | Helmut Böck     | Frankfurt/Main | 445,7        |
| 05    | Hans Leppert    | Bischofsgrün   | 445,4        |

Datum: Freitag, 13. Februar und Samstag, 14. Februar 1959
Georg Thoma verteidigte seinen Meistertitel erfolgreich und erhielt somit den „Goldenen Ski“. Nachdem er am Freitag bereits das Kombinationsspringen gewonnen hatte, zeigte er mit einer Laufzeit von 57:07 Minuten im 15-km-Skilanglauf nicht nur die beste Kombinationszeit, sondern belegte sogar den vierten Platz bei den Langlaufspezialisiten. Hinter Thoma absolvierte Edi Lengg einen überragenden Langlauf, weshalb er die ehemaligen Gewinner Josef Schiffner und Helmut Böck auf die Plätze drei und vier verweisen konnte.
Bei den Junioren gewann Walter Vogel aus Reit im Winkl vor Heinrich Schertel und Ernst Lauber.

## Skispringen

### Großschanze
| Platz | Name             | Ort           | Weite 1 | Weite 2 | Punkte |
| ----- | ---------------- | ------------- | ------- | ------- | ------ |
| 01    | Ewald Roscher    | Baden-Baden   | 65,5 m  | 74,0 m  | 224,5  |
| 02    | Helmut Kurz      | Partenkirchen | 66,0 m  | 72,0 m  | 224,0  |
| 03    | Hubert Witting   | Partenkirchen | 66,5 m  | 73,0 m  | 221,5  |
| 04    | Georg Thoma      | Hinterzarten  | 65,5 m  | 73,0 m  | 219,0  |
| 05    | Hermann Anwander | Oberstdorf    | 63,5 m  | 70,0 m  | 215,5  |
| 06    | Hans Leppert     | Bischofsgrün  | 64,0 m  | 71,0 m  | 214,0  |

Datum: Sonntag, 15. Februar 1959
Die nächste und letzte Überraschung der nordischen Skimeisterschaften 1959 lieferte die Entscheidung um den deutschen Meistertitel im Skispringen. Auf der Gebrüder-Wehrmann-Schanze gewann der 31-jährige Malermeister Ewald Roscher vor 25.000 Zuschauern den Wettbewerb vor dem Gebirgsjägergefreiten Helmut Kurz. Der Vorjahressieger Max Bolkart wurde seiner Favoritenrolle zunächst gerecht, als er mit einem Sprung auf 66,5 Metern nach dem ersten Durchgang in Führung lag. Den zweiten Sprung auf 73,5 Meter vermochte Bolkart allerdings nicht zu stehen.

## Zeitungsartikel
- „Goldener Ski“ ist zu gewinnen, Passauer Neue Presse, Ausgabe Nr. 35 vom 12. Februar 1959
- Kraus (Reit im Winkl) 30-km-Langlaufmeister, PNP, Ausgabe Nr. 36 vom 13. Februar 1959
- Kombinationssieger Thoma verteidigte Goldenen Ski, PNP, Ausgabe Nr. 38 vom 16. Februar 1959
- Endlich klappte es bei Toni Haug, PNP, Ausgabe Nr. 39 vom 17. Februar 1959
- Internationale Skiwettbewerbe in Altenau, PNP, Ausgabe Nr. 44 vom 23. Februar 1959